# K-11 (1971)
K-11 – polski okręt pomocniczy - poławiacz torped typu Kormoran, w służbie w latach 1971-2005. Nieoficjalnie nazywany "Kormoran II". Jego okrętem bliźniaczym był K-8. 
Służył w 45. Dywizjonie Pomocniczych Jednostek Pływających w Gdyni. Został wycofany ze służby 28 lutego 2005. Został wystawiony na sprzedaż na złom 9 czerwca 2006 r. i jego złomowanie rozpoczęło się w tym samym roku we Władysławowie.